# Tramvajová smyčka Divoká Šárka

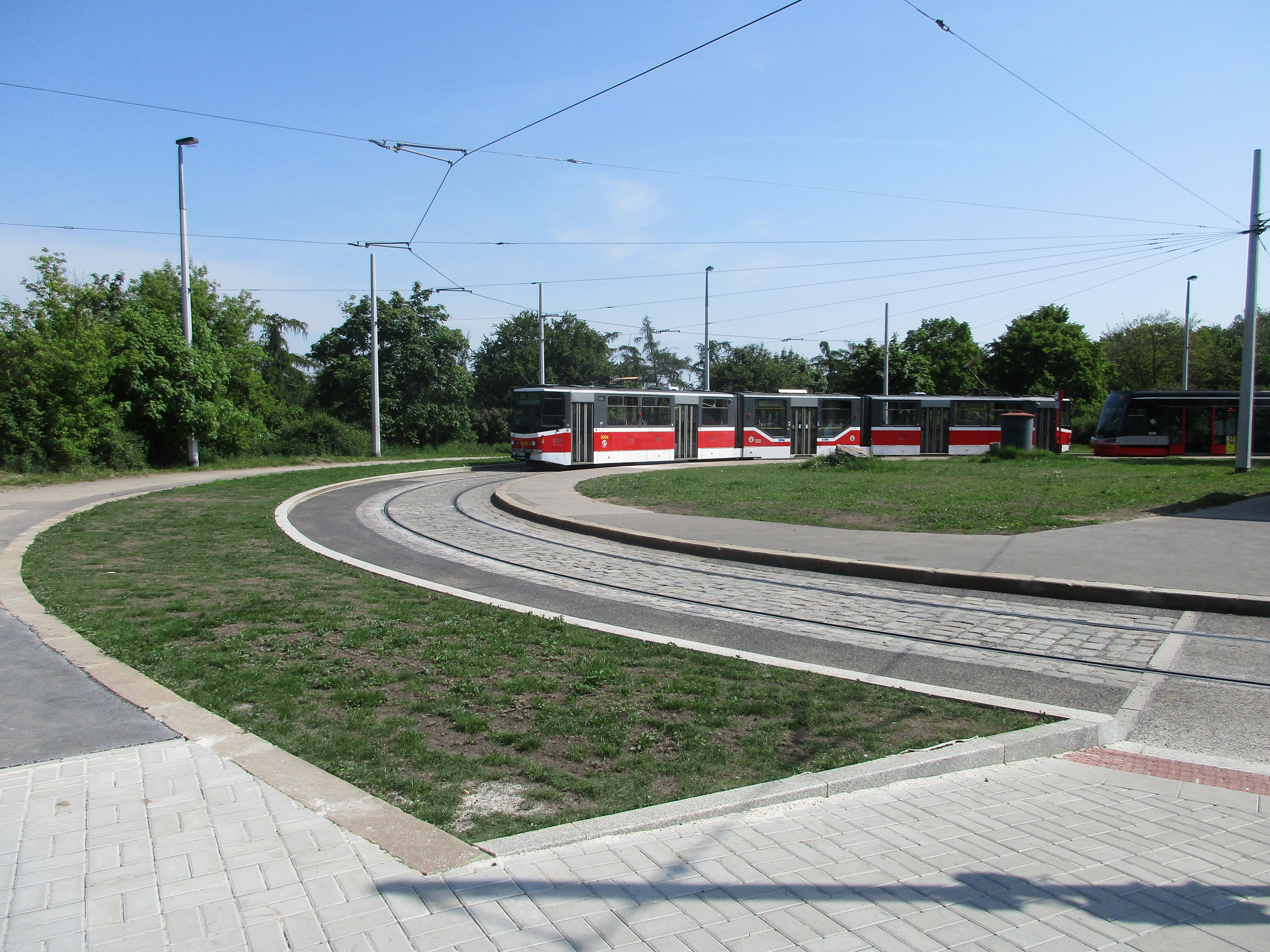
Současná podoba smyčky

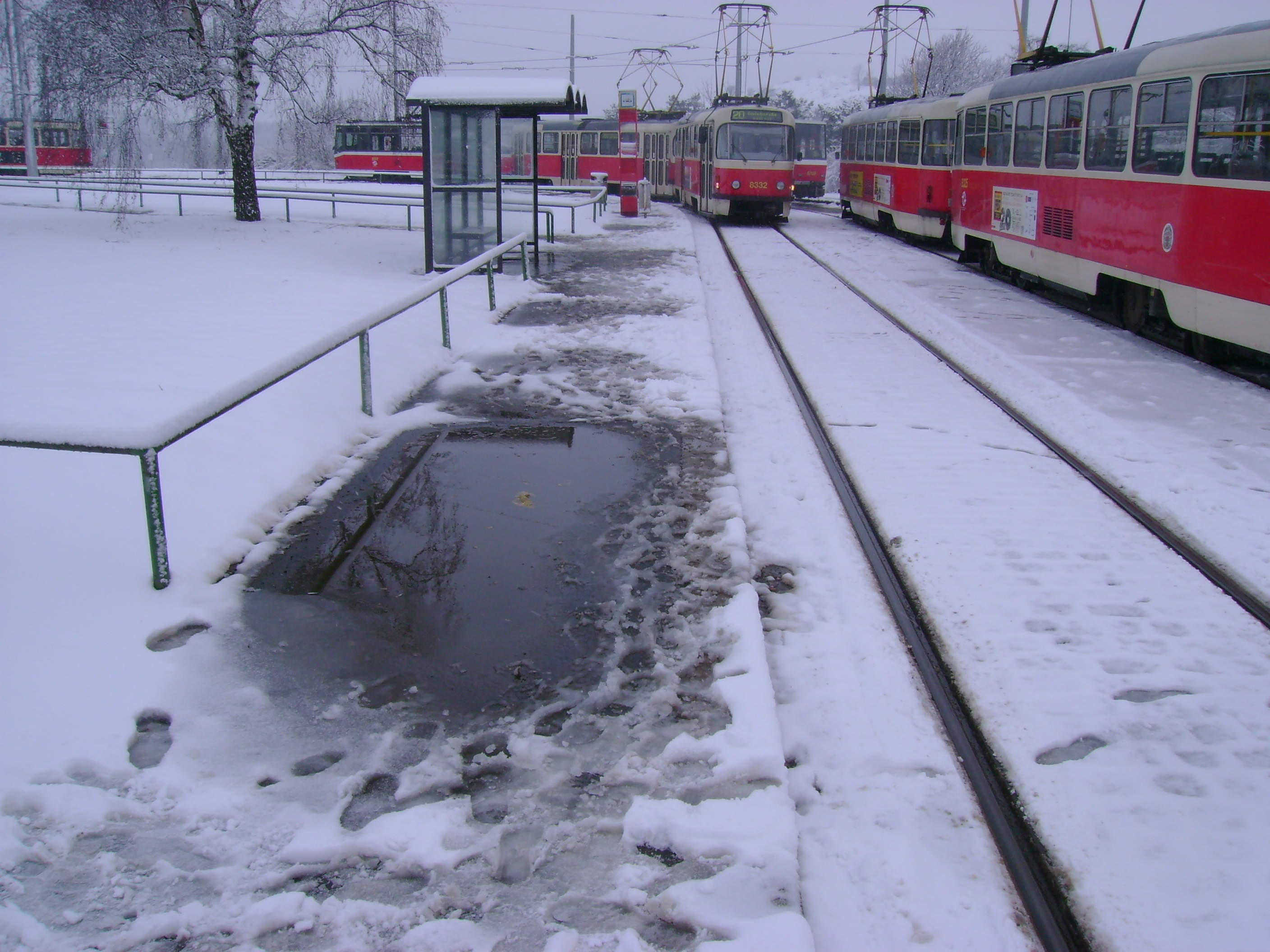
Tramvajová smyčka Divoká Šárka ve dvoukolejné podobě

Tramvajová smyčka Divoká Šárka je jednokolejná tramvajová smyčka v Praze v Liboci.

## Popis
Tramvajová smyčka leží na konci tramvajové trati z Vítězného náměstí, provoz v ní byl zahájen spolu s koncovým úsekem této trati od vozovny Vokovice dne 20. července 1947.
Do roku 2023 se jednalo o dvoukolejnou protisměrnou smyčku, vnější kolej byla tedy pojížděna proti směru hodinových ručiček, vnitřní kolej opačným směrem. Smyčka měla čtyři nástupiště, dvě výstupní, dvě nástupní.
V letech 2022–2023 proběhla výstavba prodloužení tramvajové trati na Dědinu, která propojila Sídliště Na Dědině s Dejvicemi, metrem a historickým centrem Prahy. V souvislosti s tím došlo v roce 2023 k přestavbě smyčky, po níž je pouze jednokolejná, projížděná ve směru hodinových ručiček.
Do roku 2023 sem pravidelně zajížděla linka č. 20 z Barrandova, č. 26 z Nádraží Hostivař a noční č. 91 ze Starých Strašnic. Po zprovoznění trati na Dědinu využívá smyčku pouze noční linka 91.